# Expo Express

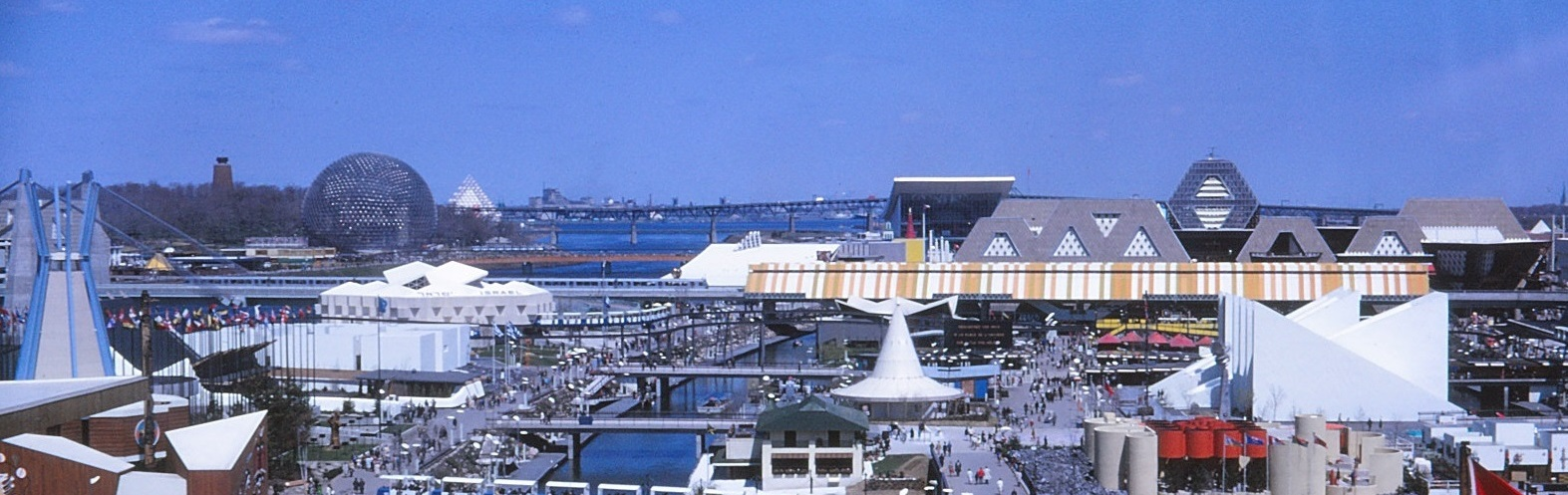
Zug des Expo Express und Station Île Notre-Dame (1967)

Der Expo Express (franz.: Express Expo) war eine oberirdisch verlaufende U-Bahn, die zur Weltausstellung Expo 67 in Montreal errichtet worden war.
Die 5,7 Kilometer lange Strecke war Teil der Metro Montreal und kostete rund 18 Millionen kanadische Dollar. Ein Zug konnte bis zu 1000 Besucher stündlich befördern und bediente je Fahrtrichtung fünf Stationen. Nach der Weltausstellung ging die Bahn in den Besitz der Stadt Montreal über, und die Züge verkehrten auf einer verkürzten Route, ehe ihr Betrieb im Jahr 1972 ganz eingestellt wurde.

## Geschichte

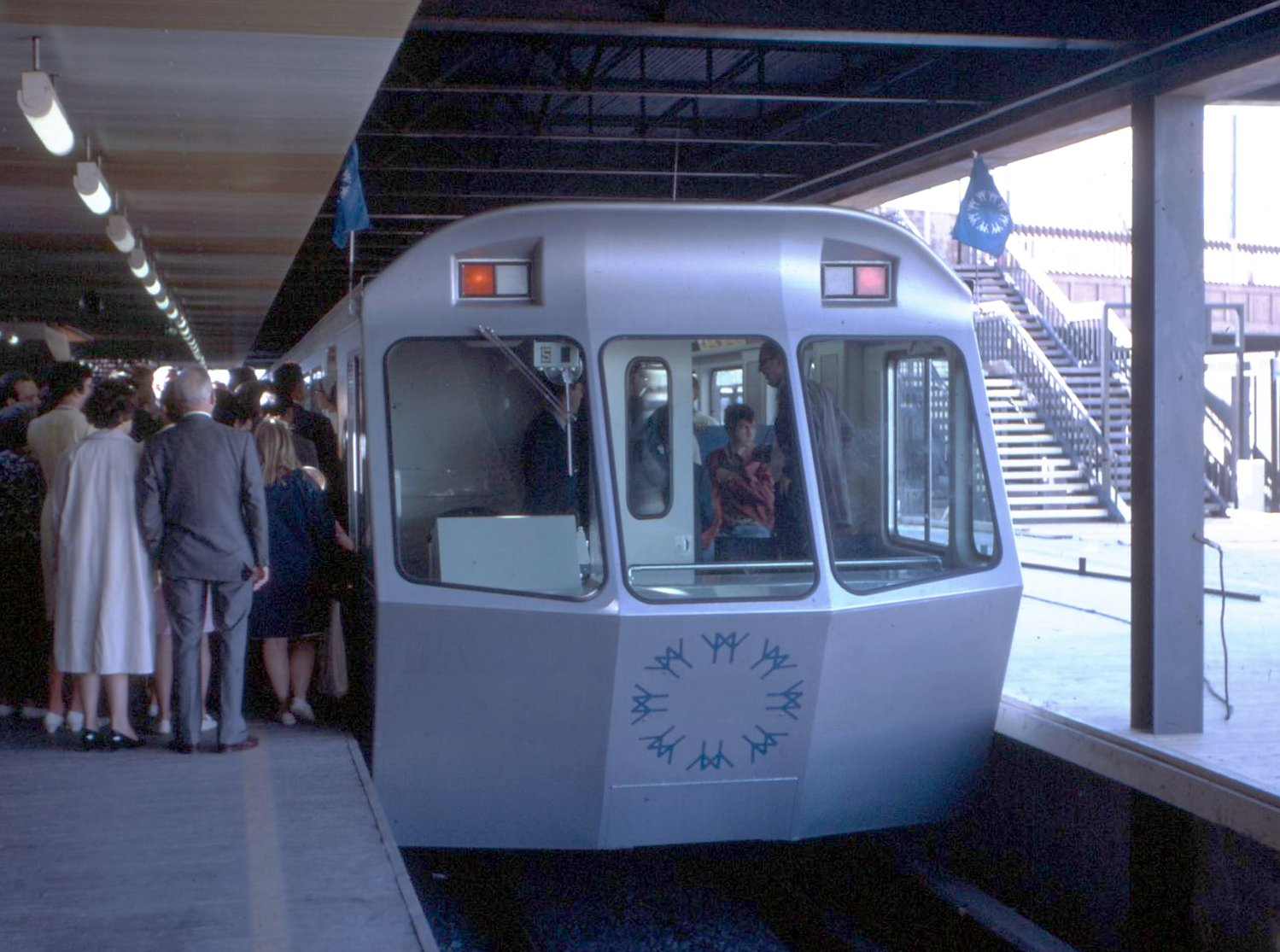
Frontansicht eines Zugs

Im Gegensatz zur Einschienenbahn Minirail von Willy Habegger, die nur innerhalb des Weltausstellungsgeländes verkehrte, verwendete der Expo Express konventionelle U-Bahn-Technik mit zwei Schienen und für den Antrieb eine Stromschiene, er folgte damit demselben Prinzip wie die Torontoer U-Bahn. Die Bahn verkehrte von April 1967 bis Oktober 1972. Nach der Betriebseinstellung wurden noch einige Züge bis zum Sommer 1979 in einem Lokschuppen am Freizeitpark La Ronde deponiert. Als man mit dem Bau einer temporären Linie zur Halbinsel Cité du Havre begann, wurden sie auf den Montrealer Hafen verschoben.
Heute besteht noch die gelbe Linie 4, die von der Île de Montréal ans Ostufer des Sankt-Lorenz-Stroms nach Longueuil führt. Es gab mehrere Versuche, die Originalzüge des Expo Express’ weiter zu verwenden: Nachdem sie in den späten 1980er Jahren vom Hafen in eine Lagerhalle nach Les Cèdres gebracht wurden und dort auch keine Verwendung für sie gefunden worden war, wurden sie schließlich Mitte der 1990er Jahre verschrottet.

## Rollmaterial und Technik

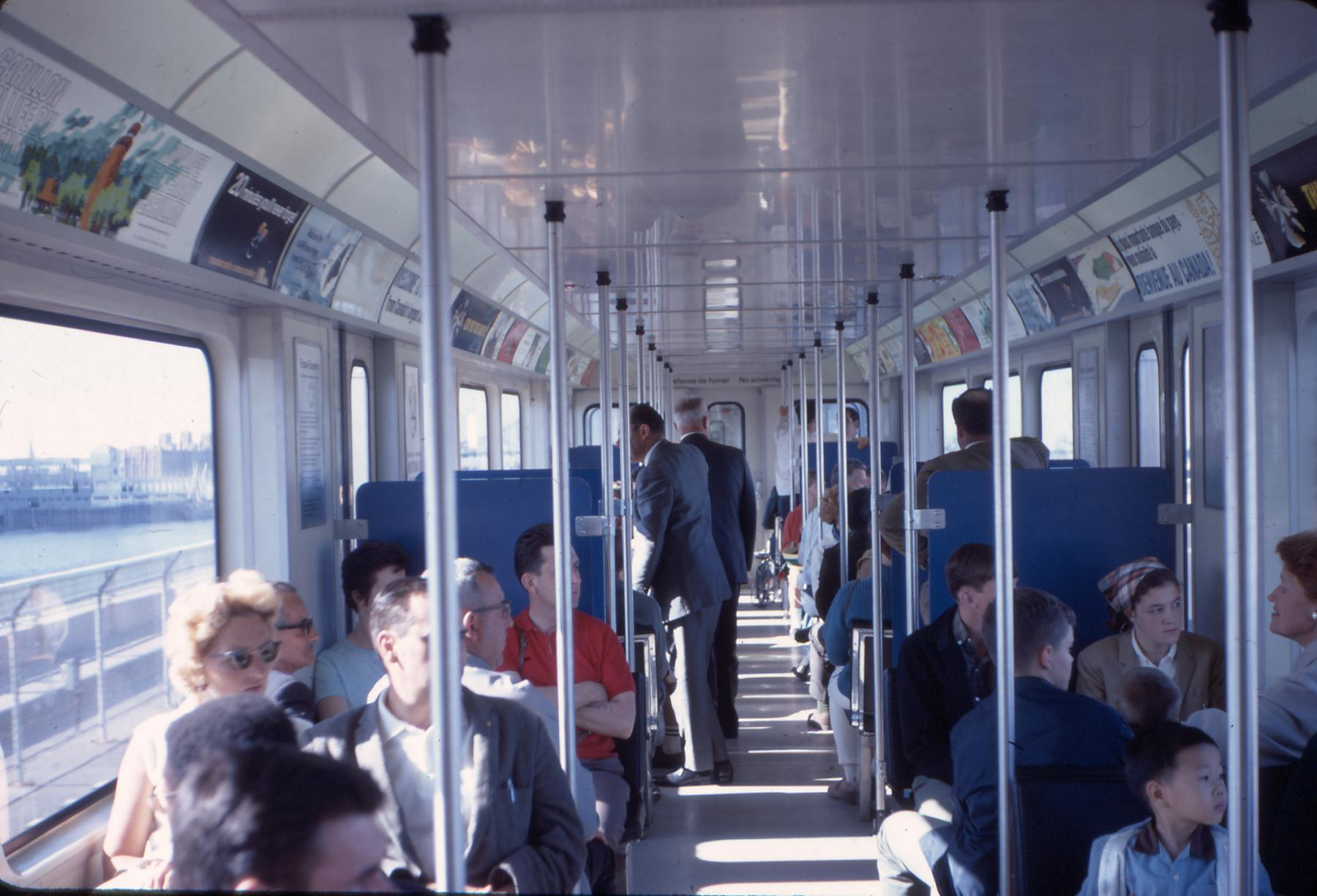
Innenansicht

Die Züge waren eine modifizierte Version der sogenannten H-Serie des britischen Flugzeugbauers Hawker Siddeley Canada Limited in Thunder Bay, die ihr Geschäftsfeld 1957 auf die Herstellung von Lokomotiven und elektrischer Ausrüstung ausweitete. Auch die Torontoer U-Bahn verwendet das gleiche Rollmaterial, jedoch mit dem Unterschied, dass die Flanken des Expo Express’ jeweils mit einer Tür weniger ausgestattet und seine Enden stromlinienförmig geformt waren.
Der Expo Express war das erste vollautomatische Nahverkehrssystem in Nordamerika. Das dafür verwendete System ATO (von Automatic Train Operation / automatisierter Fahrbetrieb) basierte auf dem Prinzip des Tonfrequenzgleisstromkreises, das vom amerikanischen Unternehmen für Zugsicherung Union Switch & Signal eingerichtet worden war. Die Tatsache, dass der Zug vollautomatisch verkehren konnte, war während der Weltausstellung allerdings allgemein nicht bekannt. Man unterließ eine breite Bekanntmachung, weil man fürchtete, dass sich die Besucher ansonsten nicht trauen würden, sich von einem computergesteuerten Zug befördern zu lassen. Um die Fahrgäste nicht zu beunruhigen, setzte man an die Spitze jedes Zuges einen Mitarbeiter, der jedoch nur die Türen des Zuges bediente.
Die Zugflotte bestand aus insgesamt 48 Wagen, die zu je sechs Zügen mit sechs Wagen zusammengestellt wurden. Jeder Wagen verfügte über 80 Sitze und rund 90 Stehplätze. Der Expo Express fuhr mit konventionellen Stahlrädern, im Gegensatz zur Montrealer U-Bahn, die gummibereifte Züge einsetzte.

## Streckenführung

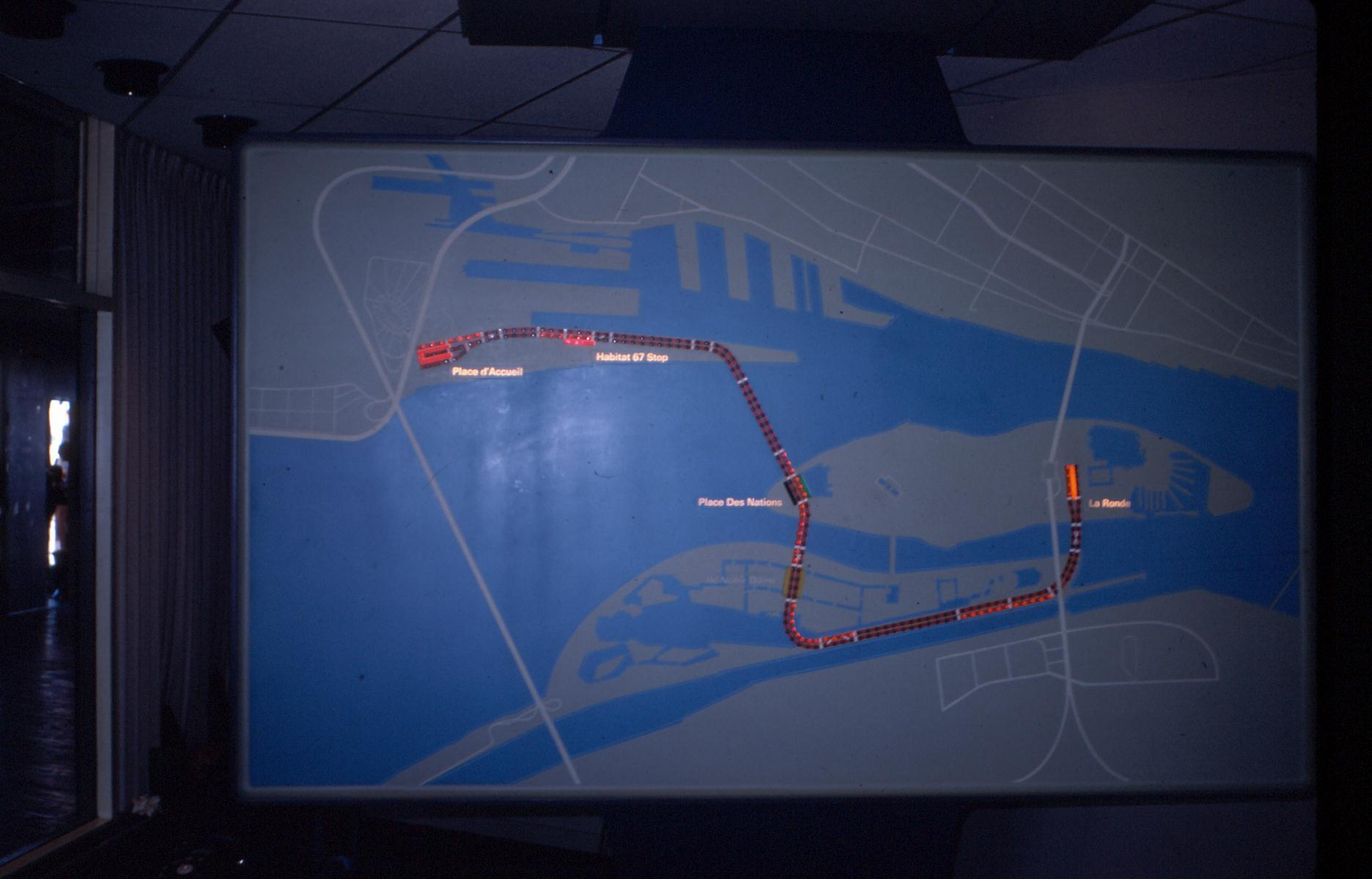
Streckenplan

Die Strecke begann an der Place d’Accueil auf der Halbinsel Cité du Havre und hatte folgende Stationen, die teilweise nur in eine Richtung benutzbar waren:
- Cité du Havre / Place d’Accueil, 1968 geschlossen
- Habitat 67 (nur in Richtung Stadt), 1968 geschlossen
- Île Sainte-Hélène
- Île Notre-Dame
- L’homme et l’agriculture (nur in Richtung Expo), 1968 hinzugefügt
- La Ronde

Außer auf einem kurzen eingleisigen Streckenabschnitt an der Place d’Accueil, wo die Besucher auf der einen Seite des Zuges ausstiegen und auf der anderen einstiegen, war sie durchgehend zweigleisig. Wenn der Zug zur Endhaltestelle auf die Île Sainte-Hélène gebracht wurde, wurde der Expo Express ebenfalls nur eingleisig betrieben. Nördlich der Île Notre-Dame wurde die Strecke für den Bau des olympischen Beckens demontiert. Die Anlagen zur Instandhaltung der Bahn befanden sich am Haltepunkt La Ronde.